# Чемпіонат Осієка з футболу
Чемпіонат футбольної асоціації Осієка  — футбольне змагання для клубів з міста Осієк і його околиць, що проводилося між двома світовими війнами. Змагання вперше було проведене в 1924 році після заснування футбольної асоціації у Осієку. Переможець турніру отримував право зіграти у фінальному турнірі національного чемпіонату або у кваліфікації до нього. До 1924 року деякі клуби з Осієка виступали у чемпіонаті провінції Загреба. Зокрема, у 1922 році клуб «Славія» став переможцем провінційного чемпіонату. 

## Чемпіони та призери
| Сезон   | Кількість учасників | чемпіон            | 2 місце            | 3 місце            |
| ------- | ------------------- | ------------------ | ------------------ | ------------------ |
| 1924-25 | 7                   | Славія (Осієк)     | Хайдук (Осієк)     | Слога (Осієк)      |
| 1925-26 | 5                   | Славія (Осієк)     | Хайдук (Осієк)     | Слога (Осієк)      |
| 1926-27 | 7                   | Хайдук (Осієк)     | Граджянскі (Осієк) | Слога (Осієк)      |
| 1927-28 | 6                   | Граджянскі (Осієк) | Слога (Осієк)      | Хайдук (Осієк)     |
| 1928-29 | 4                   | Хайдук (Осієк)     | Граджянскі (Осієк) | Славія (Осієк)     |
| 1929-30 | 4                   | Славія (Осієк)     | Граджянскі (Осієк) | Хайдук (Осієк)     |
| 1930-31 | 3                   | Хайдук (Осієк)     | Макабі (Осієк)     | Жак (Осієк)        |
| 1931-32 | 5                   | Славія (Осієк)     | Граджянскі (Осієк) | Хайдук (Осієк)     |
| 1932-33 | 5                   | Хайдук (Осієк)     | Граджянскі (Осієк) | Графічар (Осієк)   |
| 1933-34 | 5                   | Хайдук (Осієк)     | Електра (Осієк)    | Граджянскі (Осієк) |
| 1934-35 | 7                   | Графічар (Осієк)   | Електра (Осієк)    | Хайдук (Осієк)     |
| 1935-36 | 6                   | Славія (Осієк)     | Граджянскі (Осієк) | Електра (Осієк)    |

## Чемпіонати провінції
Також проводився турнір для команд з навколишніх біля Осієка міст. Переможець цього змагання грав з переможцем міста Осієк за звання чемпіона асоціації. У чемпіонаті провінції грали команди з таких міст: Вінковці, Джаково, Белі Манастір, Беліще, Доні-Міхоляц, Нашиці, Валпово, Жупаня, Вировитиця та ін.
| Сезон   | Переможець       | Фіналіст                          | Рахунок | Фінал асоціації                               |
| ------- | ---------------- | --------------------------------- | ------- | --------------------------------------------- |
| 1927-28 | Слога (Вінковці) | Тананпілья (Сушане-Джурдженоваць) | 5:1     | Граджянські (Осієк) – Слога (Вінковці) – 10:2 |
| 1928-29 | Лесковиця        | Слога (Вінковці)                  | 2:1     | Хайдук (Осієк) – Лесковиця – 3:0 (+:-)        |